# اولینتو کریستینا
اولینتو کریستینا (انگلیسی: Olinto Cristina؛ ۵ فوریهٔ ۱۸۸۸ – ۱۷ ژوئن ۱۹۶۲) هنرپیشه اهل ایتالیا بود.
از فیلم‌ها یا برنامه‌های تلویزیونی که وی در آن نقش داشته‌است می‌توان به شنل، داستان عشق، گذرنامه سرخ، توده، دکتر آنتونیو (فیلم)، دکتر آنتونیو (سریال)، دورا نلسون و کاراواجو اشاره کرد.